# Edifício Esther

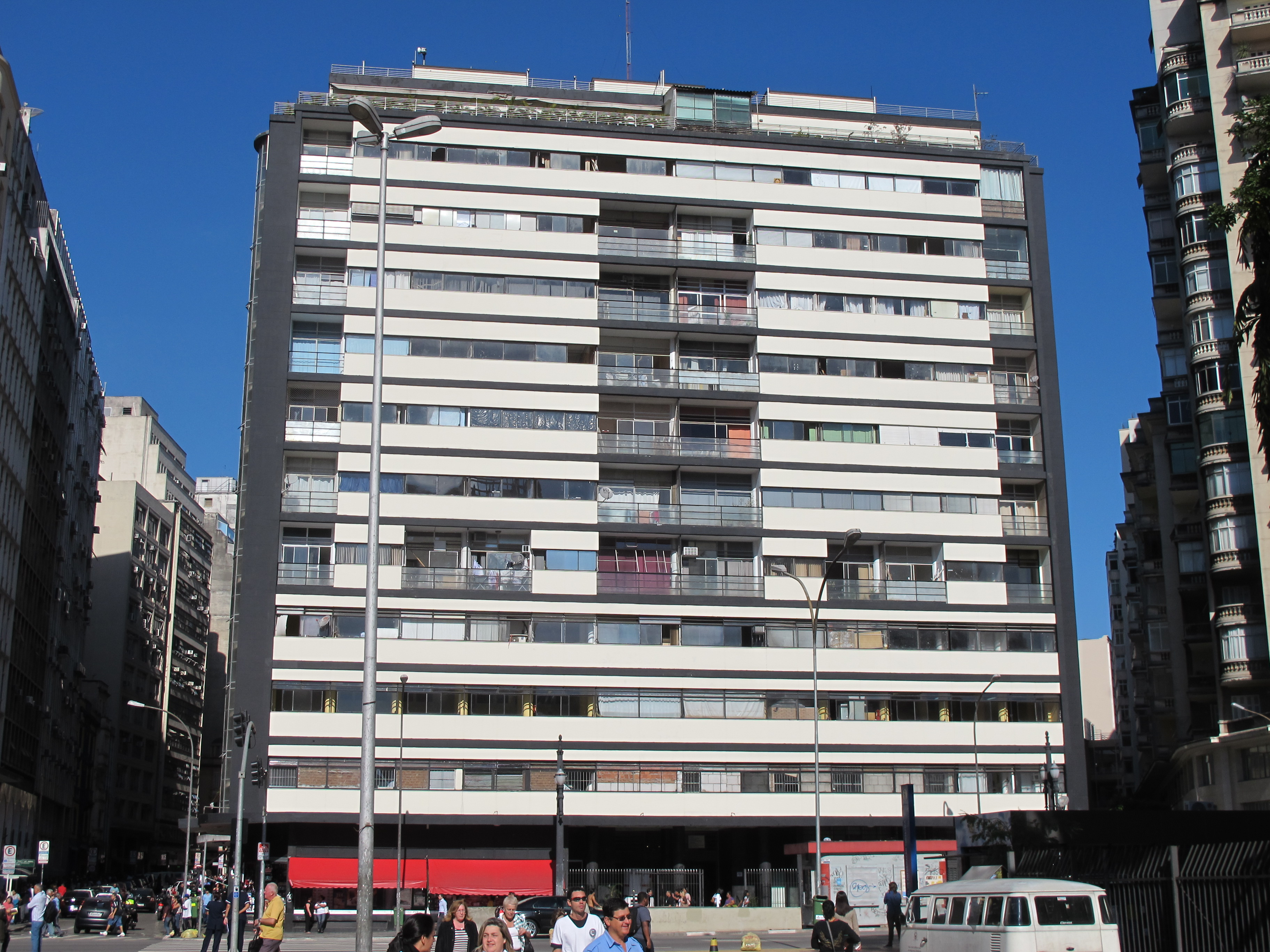
Edifício Esther

Das Edifício Esther ist ein Wohn- und Bürogebäude an der Praça da República 64 bis 80 im Stadtzentrum von São Paulo. Das Gebäude, von Álvaro Vital Brazil und Adhemar Marinho entworfen, entstand zwischen 1936 und 1938 und gilt als das erste Gebäude moderner Architektur in Brasilien. Aufgrund dieses Alleinstellungsmerkmals ist das Edifício Esther weithin bekannt und steht inzwischen unter Denkmalschutz der Stadt und des Bundesstaates São Paulo.

## Geschichte

### Ein neuer Hauptsitz für die Esther-Zuckermühle
Anfang der 1930er Jahre wünschte sich der Industrielle Paulo de Almeida Nogueira, Eigentümer der Esther-Zuckermühle (Usina Açucareira Esther) ein repräsentatives Gebäude in der Wirtschaftsmetropole São Paulo. Bis dato hatte die Zuckermühle ihren Sitz in Cosmópolis, im Inneren des Bundesstaates São Paulo. Die Familie Nogueira wollte mit dem Bau ihre Bedeutung für die Wirtschaft des Bundesstaates unterstreichen und mit einem der ersten Hochhausprojekte der Stadt den Industrialisierungs- und Modernisierungsprozess der Metropole stärken. Bereits zuvor hatte die Familie als Mäzenin Urbanisierungsprojekte in der Stadt finanziert, unter anderem den Bau von Alleen.

### Planung eines Multifunktionshochhauses

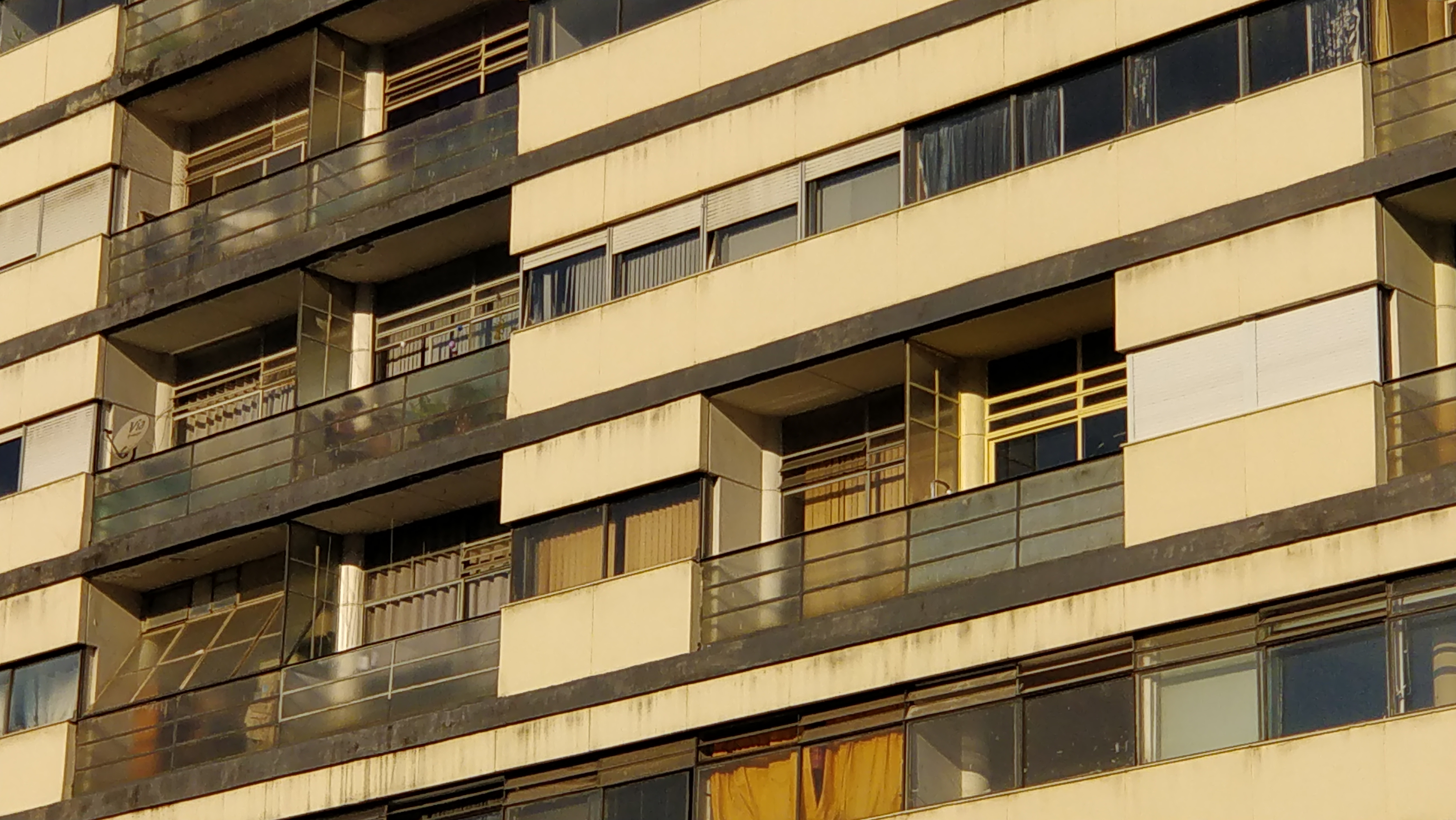
Fassadetail

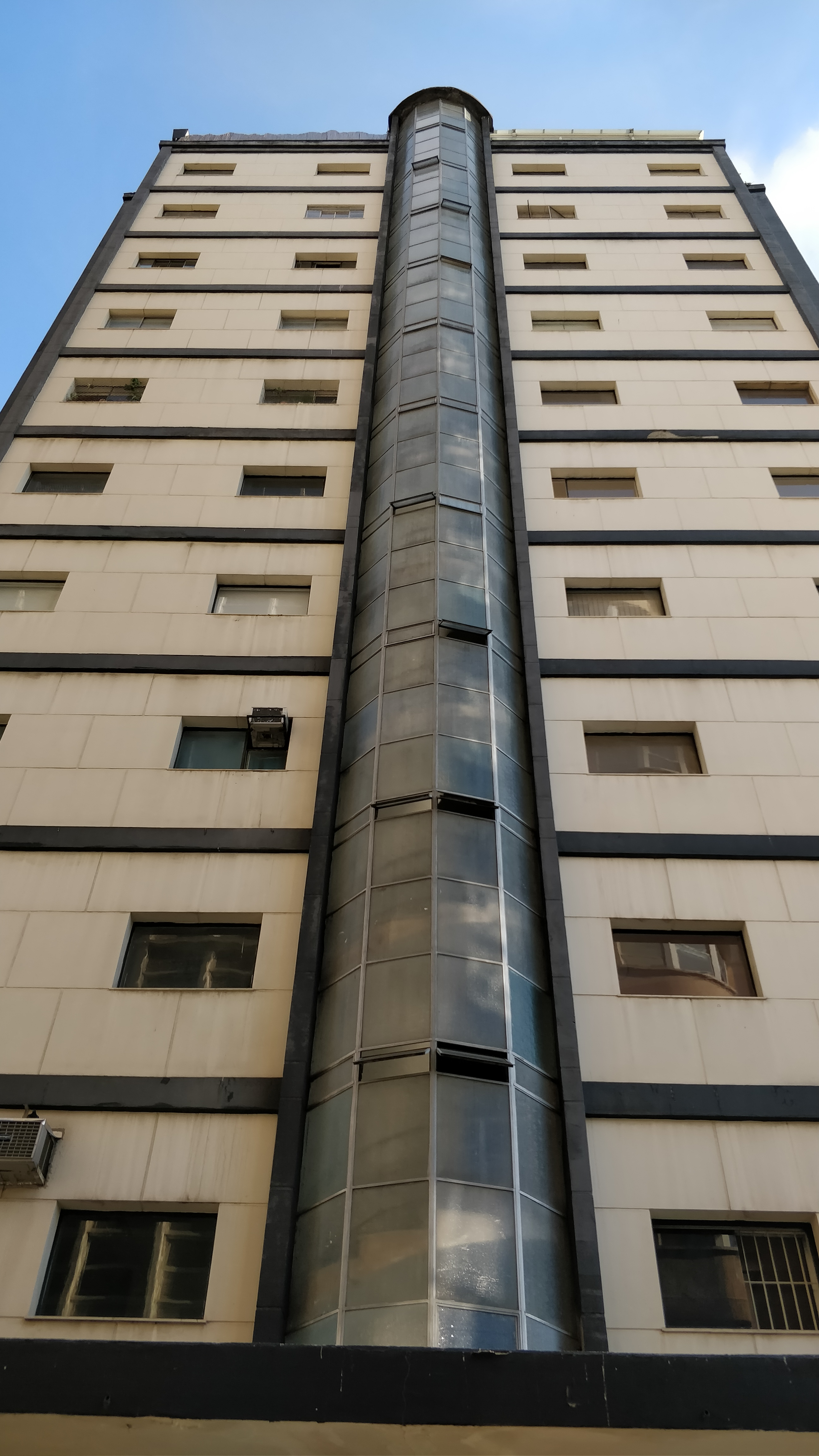
Detail der Seiten mit Blick auf den verglasten Treppenaufgang

Paulo de Almeida Nogueira konzipierte als Eigentümer einen „geschlossenen Wettbewerb“, damit Architekten ihre Entwürfe auf der Grundlage seiner Wünsche einreichen konnten: Nogueiras Wunsch war es, dass das Gebäude nicht nur Sitz seiner Zuckermühle werden sollte, sondern auch Wohnung und Büros anderer Unternehmen umfassen sollte. Durch die Mieteinnahmen sollte sich der Bau selbst finanzieren. Zwischen 1932 und 1934 kontaktierte Nogueira zahlreiche Architekten zwischen São Paulo und Rio de Janeiro persönlich, um sie zu seinem Wettbewerb einzuladen. Nach heutigen Befunden erhielt Nogueira letztendlich nur zwei Entwürfe: Einen klassischen, eher im Stile der 1910er Jahre entsprechenden dreiteiligen Entwurf von Oswaldo Arthur Bratke. Sowie einen modernen Entwurf der beiden Architekten Álvaro Vital Brazil und Adhemar Marinho, für den sich Nogueira letztendlich 1934 entschied. Ob es weitere Einreichungen gab, ist nicht bekannt, da das Archiv der Esther-Zuckermühle 1975 abbrannte.
Der Entwurf von Vital Brazil und Marinho umfasste ein elfstöckiges Hochhaus in Form eines großen Parallelepipedes mit horizontalen Fenstern, an beiden kurzen Seiten verglaste, zylinderförmige Treppenhäuser. Das Projekt, das elf Stockwerke umfasste, präsentierte einen Grundriss mit flexiblen Räumen aus durchgehenden Geschossen, so dass die Arbeitsmodule, Hallen und Büros je nach Raumbedarf nachträglich verändert werden konnten.
Entsprechend den Wünschen des Eigentümers und mit der von den Idealen des Bauhauses inspirierten Architektur versuchten Vital Brazil und Adhemar Marinho ein multifunktionales Bauwerk zu schaffen, in dem das städtische Leben reproduziert werden konnte: Wohnen, Arbeit, Freizeit in einem einzigen Gebäude vereint. Es war ein für die damalige Zeit innovatives Projekt: Die elf Stockwerke standen im Kontrast zu den Nachbargebäuden, die nicht über den dritten Stock hinausgingen – der Bau in die Höhe, auf Portugiesisch verticalização, war ein Symbol seiner Modernität.
Schon früh zeigte Vital Brazil seine Vorliebe für den architektonischen Rationalismus unter dem Einfluss großer Namen in der Architektur, wie Frank Lloyd Wright und Le Corbusier. Sein Entwurf betonte die Freiflächen und versuchte, Austauschmöglichkeiten zu schaffen und die Kommunikation zwischen dem Inneren und dem Äußeren des Gebäudes hervorzuheben: dazu gehörten auch Terrassen-Gärten, aneinander grenzende Fenster, die geometrische Fassade in Schwarz und Strohgelb vervollständigen den Satz. Einige der Wohnungen erhielten eine Fläche von bis zu 400 Quadratmetern. In den Gemeinschaftsräumen wurden die Böden und Wände mit Marmor ausgestaltet. Auch die Art und Weise des Baus war neu, mit sparsamen Materialeinsatz und Baumethoden und mit wenigen äußeren Verzierungen. Technische Notwendigkeit und Ästhetik sollten Hand in Hand gehen.

### Einweihung am 9. April 1938
Die Einweihung des Gebäudes fand am 9. April 1938 um 11:30 Uhr statt. Laut Tagebuch des Eigentümers Nogueira gab es keine Feier, lediglich eine christliche Weihung des Gebäudes durch Pater Giovanni, Priester der nahegelegenen Igreja de Santa Cecília, soll stattgefunden haben.
Zum Zwecke der Verwaltung gründete Nogueira 1942 ein eigenes Unternehmen, die Sociedade Predial Esther, die auch für die Instandhaltung und Sauberkeit des Gebäudes verantwortlich war. Diese Form der Immobilienverwaltung war erst durch ein neues Mietrecht (Decreto-lei 4598 vom 20. August 1942, bekannt als „Lei do Inquilinato“) möglich geworden.
Der Plan des Eigentümers Nogueira auf: Es entstand ein Haus mit vielerlei Räumlichkeiten und Funktionen: Das Erdgeschoss war gesäumt von großflächigen Geschäften, im ersten, zweiten und dritten Stockwerk zogen die Angestellten der Zuckermühle ein. Die vierte Etage erhielt Wohnungen mit einem oder zwei Schlafzimmern; die fünfte, sechste, siebte und achte Etage Wohnung mit zwei oder drei Schlafzimmer mit Küche und Dienstmädchenzimmer. Das neunte und zehnte Stockwerk erhielt vier doppelstöckige Wohnungen. Das letzte Stockwerk wurde von zwei von Terrassen umgebenen Dachwohnungen belegt.

### Zentrum der Paulistaner Bohème
Nach der Einweihung entwickelte sich das Edifício Esther zu einem Treffpunkt der Oberschicht von São Paulo. Ab den 1940er Jahren begannen dort Schriftsteller, Journalisten, Maler und Künstler zu leben. Berühmte Bewohner empfingen Prominente sowohl im Dachgeschoss, wo es einen Rosengarten gab, als auch im Keller, wo Prominente im dort existierenden Privê Club gemeinsam feierten. Zu den bekannten Bewohnern des Hauses zählte unter anderem der Architekt Rino Levi, der sowohl Büros im zweiten Stock wie eine der zweistöckigen Wohnungen im neunten Stock, Nummer 901, von 1941 bis 1944 bewohnte. Weitere bekannte Mieterinnen und Mieter im Gebäude waren das Künstlerpaar Emiliano Di Cavalcanti und Noêmia Mourão, der Journalist Marcelino de Carvalho, der Geschäftsmann David Aroushan, der VASP-Pilot Irineu Fernandes, der amerikanische Fluglehrer Melvin Goecke und der Filmkritiker Francisco Luiz de Almeida Salles. Letzterer wohnte noch bis weit in die 1980er Jahre in dem Haus, er berichtete der Zeitung Folha de S. Paulo dass das beste an dem Haus die Sicht auf die Praça da República sei.
Insbesondere das Künstlerpaar Emiliano Di Cavalcanti und Noêmia Mourão und der Journalist Marcelino de Carvalho sollen ausschweifende Partys in dem Haus gefeiert haben. Auch sollen in den kleinen Wohnungen an den Enden der Stockwerke zahlreiche romantische Abenteuer stattgefunden haben: Zahlreiche Paulistaner der Oberschicht sollen dort – in sehr diskreter Weise – Zimmer für wenige Stunden und Tage angemietet haben. Weder die Eigentümer noch die anderen Bewohner des Hauses sollen sich daran gestört haben, da die Aufzüge 1 und 5 direkt zu diesen Wohnungen führte und so der wechselnde Besuch wenig Aufsehen erregt haben soll.
Doch nicht nur die Mieterinnen und Mieter des Hauses prägten die Bedeutung des Hauses, auch andere historische Ereignisse fanden hier statt: Unter anderem gründeten sich in dem Haus 1941 das Instituto de Arquitetos do Brasil (IAB, Institut der Architekten von Brasilien), das dort ab 1944 auch eigene Räume bezog. Auch der Clube dos Amigos da Arte („Clubinho“) gründete sich dort. Ebenso fanden die ersten Sitzungen für die Gründung des Fernsehsenders TV Cultura im Prédio Esther statt.

### Verkauf und Verfall
In den 1960er Jahren zogen zahlreiche wichtige Institutionen des Kulturlebens von São Paulo weg von der Praça da República, an dem sich das Haus befand, mehr in Richtung Avenida Paulista. Der Eigentümer der Zuckermühle, Paulo de Almeida Nogueira, war inzwischen verstorben, sein Sohn, Paulo Nogueira Filho, hatte sich vom Familienunternehmen losgesagt und sich dem Schreiben zugewandt. Die dritte Generation der Nogueiras, die beiden Brüder Paulo Nogueira Neto und José Bonifácio Coutinho Nogueira, führten indes die Geschäfte der Zuckermühle.
Aus wirtschaftlichen Gründen, sprich um Kapital für die Modernisierung des Unternehmens zu schaffen, verlegten die Brüder den Sitz der Zuckermühle 1965 zurück nach Cosmópolis, ins Innere des Bundesstaates São Paulo. Gleichfalls verkauften die Brüder alle Wohnungen und Büros des Edifício Esther einzeln und schlossen die von ihrem Großvater gegründete Verwaltungsgesellschaft des Hauses. Zahlreiche Mieter – nun Eigentümer – soll dies vor große Herausforderungen gestellt haben, da bis dato die Verwaltungsgesellschaft jegliche Aufgaben für das Haus übernommen hatte, die nun auf die Eigentümer zurückfielen. Der Niedergang des Gebäudes ging mit einem allgemeinen Verfall der Innenstadt von São Paulo einher, das Zentrum verlor an Attraktivität und Aufmerksamkeit. Später erhielt das Gebäude eine Umzäunung, um das Eindringen von Wohnungslosen zu verhindern.

### Denkmalschutz
In den 1980er Jahren drohte das Gebäude abgerissen zu werden. 1990 stellte der Denkmalschutzrat des Bundesstaates São Paulo (Condephaat) das Haus unter Denkmalschutz und verhinderte damit einen Abriss. 1992 folgte der städtische Denkmalschutzrat der Stadt São Paulo (Conpresp).
Die Zeitschrift Veja stellte jedoch fest, dass aufgrund der unterschiedliche Besitzverhältnisse das Edifício Esther nur schlecht erhalten sei – ganz im Gegensatz zum ebenfalls unter Denkmalschutz und staatlicher Verwaltung stehenden Edifício Caetano de Campos direkt gegenüber. Mit Stand 2020 beherbergt das Gebäude 94 Büros, 18 Eigentumswohnungen, eine Moschee, sowie ein französisches Restaurant auf der Dachterrasse.

## Bibliografie
- Fernando Atique: Ensinando a morar:o Edifício Esther e os embates pela habitaçãovertical em São Paulo (1930–1962), in: Risco Revista de Pesquisa em Arquitetura e Urbanismo. Nr. 2, 1. Juli 2005, S. 38–55. (online verfügbar)
- Maria Lúcia Bressan Pinheiro: Arquitetura residencial verticalizada em São Paulo nas décadas de 1930 e 1940, in: Anais do Museu Paulista. Band 16. Nr. 1., Januar 2008, S. 109–149. (online verfügbar)